# Silylidyne
Le radical silylidyne est une espèce chimique de formule ⋮SiH présente dans les étoiles et probablement dans le milieu interstellaire, tandis que le groupe silylidyne ≡SiH peut par exemple former une monocouche à la surface du silicium solide.
Le radical SiH peut être obtenu expérimentalement en exposant une masse de silicium solide à un arc électrique dans une atmosphère d'hydrogène à faible pression. Des hydrures de silicium se forment également à la surface de silicium solide nettoyé à l'acide fluorhydrique HF ; ces hydrures de décomposent en radical silylidyne lorsqu'ils sont chauffés à 750 K. Il a été observé dans l'espace pour la première fois en 1993 dans des taches solaires, puis dans la photosphère du soleil et d'étoiles froides. Les variables Mira de type M ou de type S présentent des raies d'émission du radical SiH. Ce dernier est absent des naines brunes et des planètes, qui sont plus froides et sur lesquelles le silicium forme du monoxyde de silicium SiO à basse pression et du silane SiH4 à haute pression. On peut trouver sur ces objets des traces de SiH comme intermédiaire réactionnel car SiO et SiH4 réagissent avec l'eau H2O.
Le groupe ≡SiH peut recouvrir une surface de silicium solide par réaction de ce dernier avec de l'hydrogène atomique H• ou du silane SiH4 chauffé. Les faces (111) d'un cristal de silicium seront recouvertes de monohydrure pur ≡SiH tandis que les autres faces porteront également des dihydrure =SiH2 et trihydrure –SiH3.